# Marmaduke (Arkansas)
Marmaduke es una ciudad ubicada en el condado de Greene en el estado estadounidense de Arkansas. En el Censo de 2010 tenía una población de 1111 habitantes y una densidad poblacional de 328,7 personas por km².

## Geografía
Marmaduke se encuentra ubicada en las coordenadas 36°11′22″N 90°23′9″O / 36.18944, -90.38583. Según la Oficina del Censo de los Estados Unidos, Marmaduke tiene una superficie total de 3.38 km², de la cual 3.38 km² corresponden a tierra firme y (0%) 0 km² es agua.

## Demografía
Según el censo de 2010, había 1111 personas residiendo en Marmaduke. La densidad de población era de 328,7 hab./km². De los 1111 habitantes, Marmaduke estaba compuesto por el 97.84% blancos, el 0% eran afroamericanos, el 0.09% eran amerindios, el 0.09% eran asiáticos, el 0% eran isleños del Pacífico, el 0.27% eran de otras razas y el 1.71% pertenecían a dos o más razas. Del total de la población el 1.71% eran hispanos o latinos de cualquier raza.